# Disocactus quezaltecus
Disocactus quezaltecus là một loài thực vật có hoa trong họ Cactaceae. Loài này được (Standl. & Steyerm.) Kimnach mô tả khoa học đầu tiên năm 1959.